# Nassandres sur Risle
Nassandres sur Risle (sans traits d'union) est, depuis le  1er janvier 2017, une commune nouvelle française située dans le département de l'Eure en région Normandie.
Le nom officiel de la commune répertorié au 1er janvier 2017 par le Code officiel géographique (COG) ne correspond pas aux règles de typographie telles qu’énoncées par la Commission nationale de toponymie ; en effet la graphie aurait dû être : Nassandres-sur-Risle,  avec des traits d'union.

## Géographie

### Hydrographie
La commune est située dans le bassin Seine-Normandie. Elle est drainée par la Risle, la Charentonne, des bras de la Risle, le cours d'eau 02 de la commune de Fontaine-la-Soret, le cours d'eau 03 de la commune de Fontaine-la-Soret et divers autres petits cours d'eau,.
La Risle, d'une longueur de 145 km, prend sa source dans la commune de Planches et se jette  dans la Seine à Berville-sur-Mer, après avoir traversé 52 communes.
La Charentonne, d'une longueur de 63 km, prend sa source dans la commune de Saint-Evroult-Notre-Dame-du-Bois et se jette  dans la Risle sur la commune, après avoir traversé 16 communes.

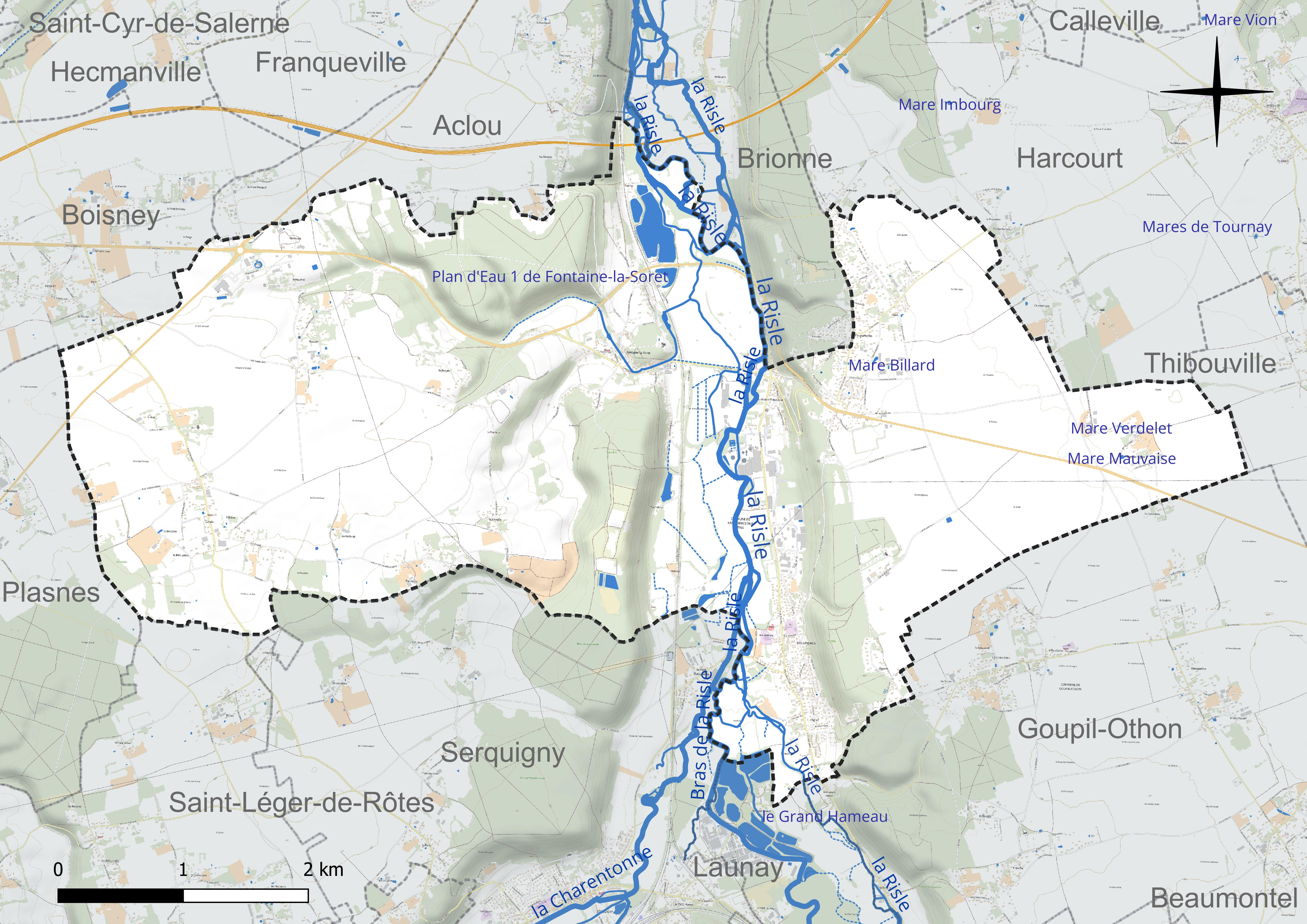
Réseau hydrographique de Nassandres sur Risle.

Six plans d'eau complètent le réseau hydrographique : la mare Billard (0 ha), la mare Mauvaise (0,1 ha), la mare Verdelet (0 ha), le plan d'eau 1 de Fontaine-la-Soret (1,3 ha), le plan d'eau 1 de la commune de Launay, d'une superficie totale de 3 ha (0,5 ha sur la commune) et le plan d'eau 2 de la commune de Launay, d'une superficie totale de 4,4 ha (0,1 ha sur la commune),.

### Climat
Pour des articles plus généraux, voir Climat de la Normandie et Climat de l'Eure.
En 2010, le climat de la commune est de type climat océanique dégradé des plaines du Centre et du Nord, selon une étude du CNRS s'appuyant sur une série de données couvrant la période 1971-2000. En 2020, Météo-France publie une typologie des climats de la France métropolitaine dans laquelle la commune est exposée à un climat océanique et est dans la région climatique Côtes de la Manche orientale, caractérisée par un faible ensoleillement (1 550 h/an) ; forte humidité de l’air (plus de 20 h/jour avec humidité relative > 80 % en hiver), vents forts fréquents. Parallèlement le GIEC normand, un groupe régional d’experts sur le climat, différencie quant à lui, dans une étude de 2020, trois grands types de climats pour la région Normandie, nuancés à une échelle plus fine par les facteurs géographiques locaux. La commune est, selon ce zonage, exposée à un « climat contrasté des collines », correspondant au Pays d’Auge, Lieuvin et Roumois, moins directement soumis aux flux océaniques et connaissant toutefois des précipitations assez marquées en raison des reliefs collinaires qui favorisent leur formation.
Pour la période 1971-2000, la température annuelle moyenne est de 10,6 °C, avec  une amplitude thermique annuelle de 13,6 °C. Le cumul annuel moyen de précipitations est de 723 mm, avec 12,4 jours de précipitations en janvier et 8,3 jours en juillet. Pour la période 1991-2020, la température moyenne annuelle observée sur la station météorologique la plus proche, située sur la commune de Brionne à 8 km à vol d'oiseau, est de 11,5 °C et le cumul annuel moyen de précipitations est de 791,7 mm,. Pour l'avenir, les paramètres climatiques de la commune estimés pour 2050 selon différents scénarios d’émission de gaz à effet de serre sont consultables sur un site dédié publié par Météo-France en novembre 2022.

## Urbanisme

### Typologie
Au 1er janvier 2024, Nassandres sur Risle est catégorisée bourg rural, selon la nouvelle grille communale de densité à 7 niveaux définie par l'Insee en 2022.
Elle est située hors unité urbaine et hors attraction des villes,.

## Toponymie
Le nom de la localité est attesté sous les formes Nacande en 1179 (charte de Robert d’Harcourt), Nacandres au XIIe siècle (charte en faveur de Lyre), Naccandres (charte de Saint-Étienne de Renneville) ou Nassandres en 1220.
La Risle est une rivière de Normandie qui s'écoule dans les départements de l'Orne et de l'Eure.

## Histoire
Voir Nassandres.

### Histoire récente
La commune nouvelle regroupe les communes de Carsix, de Fontaine-la-Soret, de Nassandres et de Perriers-la-Campagne qui deviennent des communes déléguées, le 1er janvier 2017. Son chef-lieu se situe à Nassandres.

## Politique et administration

### Communes déléguées
| Nom                  | Code Insee | Intercommunalité                                  | Superficie (km2) | Population (dernière pop. légale) | Densité (hab./km2) |
| -------------------- | ---------- | ------------------------------------------------- | ---------------- | --------------------------------- | ------------------ |
| Nassandres (siège)   | 27425      | Communauté de communes Bernay Terres de Normandie | 4,92             | 1 349 (2014)                      | 274                |
| Carsix               | 27131      | Communauté de communes Bernay Terres de Normandie | 6,57             | 261 (2014)                        | 40                 |
| Fontaine-la-Soret    | 27253      | Communauté de communes Bernay Terres de Normandie | 9,62             | 385 (2014)                        | 40                 |
| Perriers-la-Campagne | 27452      | Communauté de communes Bernay Terres de Normandie | 4,47             | 404 (2014)                        | 90                 |

### Liste des maires
| Période        | Période  | Identité         | Étiquette | Qualité                    |
| -------------- | -------- | ---------------- | --------- | -------------------------- |
| 5 janvier 2017 | En cours | André Anthierens | DVG       | Retraité de l'enseignement |

### Rattachement électoral
À la suite du décret du 5 mars 2020, la commune nouvelle est entièrement rattachée au canton de Brionne.

## Culture locale et patrimoine
- Église Saint-Martin de Fontaine-la-Soret.
- Chapelle Saint-Éloi de Fontaine-la-Soret.